# ESPN 2 (Mexique et Amérique Centrale)
ESPN 2 ou ESPN Dos est une chaîne du groupe américain ESPN qui diffuse des programmes en Amérique centrale. La chaîne est similaire à l'américaine ESPN 2 et partage le même logo. Le terme Dos n'est utilisé que par ESPN pour la différencier de sa consœur. La chaîne a été lancée le 11 octobre 1996.